# شرانش
شرانش ( بالكردية؛ شەڕانش ) هي قرية ومصيف سياحي تقع في قضاء زاخو في محافظة دهوك، يبلغ عدد سكانها حوالي 570 شخص وأغلب سكان القرية هم من المسيحيين الكلدان والآشوريين مع تواجد مسلمين أكراد، كما كان يتواجد بها يهود في السابق، يوجد بقرب القرية شلال ومصيف يقصده السواح. كما يتواجد بالقرب منها كهف بهيري وألذي يبعد 5 كلم عنها.